# Abasto (Rosario)

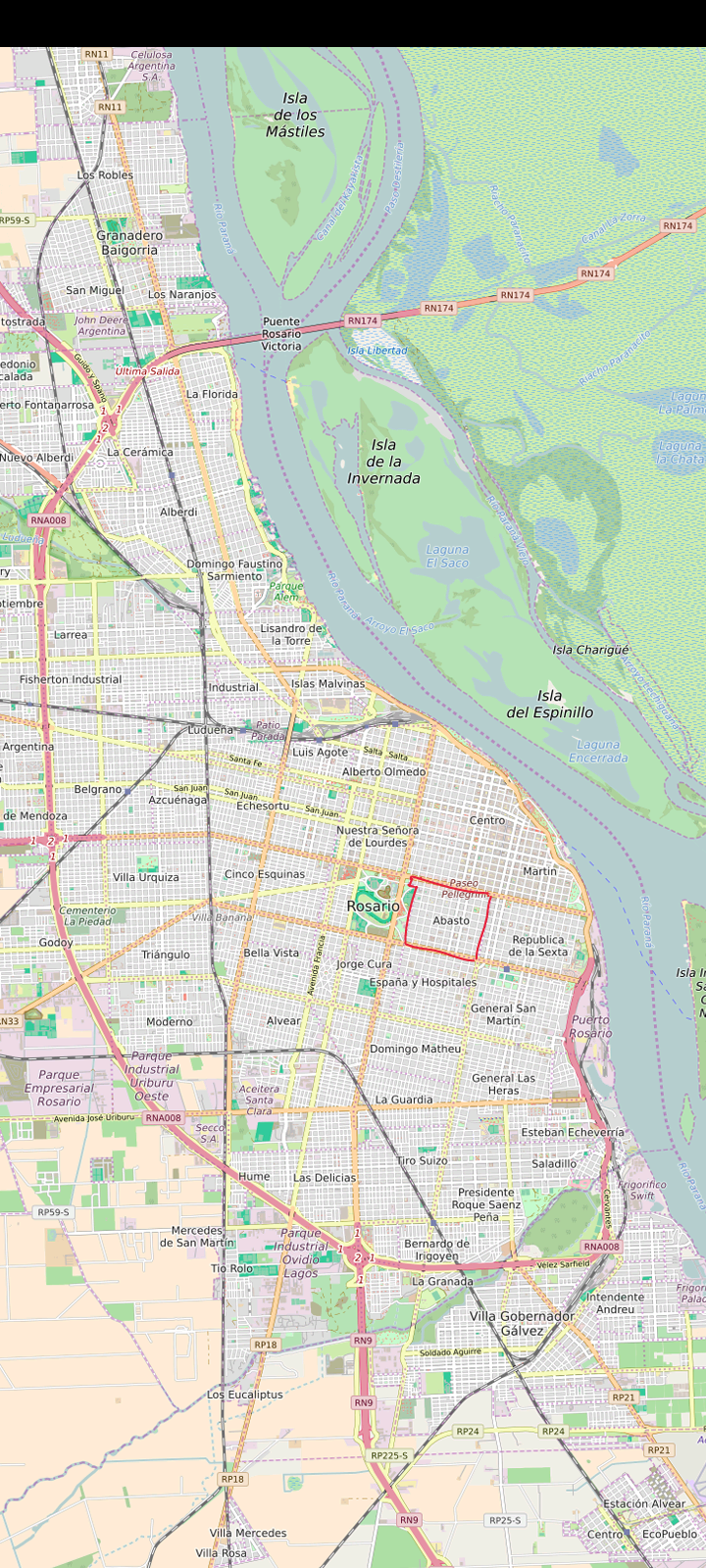
Sección del barrio del Abasto en Rosario

El Barrio del Abasto es una de las 10 delegaciones vecinales del Distrito Centro en la ciudad de Rosario, Argentina. Al igual que los barrios céntricos del distrito su ubicación se encuentra en la zona más histórica de la ciudad. Está compuesto por un cuadrado damero de 90 manzanas limitadas por dos avenidas en sus extremos Norte y Sur. Es una zona residencial urbana en su mayoría ocupando la parte sur del inmenso centro comercial abierto Paseo Pellegrini en su extremo norte.
Debe su nombre a que en esa zona estuvo instalado el antiguo "Mercado del Abasto" de la ciudad: mercado de frutas y hortalizas. Sus límites son la Avenida Pellegrini, la calle San Martín, el Bv. 27 de Febrero y el parque Independencia.

## Historia
El Mercado del Abasto quedó habilitado al público los primeros días de septiembre de 1918, en un predio ubicado entre las calles Mitre, Sarmiento, Pasco e ltuzaingó, donde hoy se encuentra la Plaza de la Libertad. Allí se procuraba centralizar el abastecimiento de la ciudad y satisfacer así las demandas crecientes de la población. En pocos años el panorama urbanístico cambió (los terrenos habían sido adquiridos por la Municipalidad en 1907), quedando emplazado en una zona altamente poblada e impropia para su funcionamiento. En consecuencia, con el tiempo y luego de extensos debates se decidió su traslado. En 1968 se reubicaron los últimos puesteros en el nuevo predio de San Nicolás y 27 de Febrero y el antiguo edificio fue primero inhabilitado y luego demolido. En la zona sobreviven vestigios de ese pasado obrero, casonas familiares y ex conventillos.
A mediados del año 2004 un grupo de vecinos nucleados en la Asociación Vecinal Solidaridad Social se reunió para rescatar del olvido la historia de su barrio y darle identidad barrial a la zona, al que decidieron denominar “Abasto”, la Vecinal mencionada presentó la solicitud al Concejo Municipal, que fue aprobado por Ordenanza nro 7772 del 25 de noviembre de 2004. Fue así que recurrieron a historiadores para fundamentar su iniciativa, la que además fue consensuada con instituciones educativas, culturales, deportivas y sociales. Al poco tiempo comenzaron a juntar firmas para lograr que el Concejo Municipal impusiera oficialmente esa denominación. El barrio del Abasto comprende las manzanas existentes entre Pellegrini, San Martín, 27 de Febrero y Moreno. El historiador y escritor barrial Enzo Burgos lo denominó el Cuadrado Mágico por tratarse de un cuadrado casi perfecto, nueve por diez cuadras, “por atesorar la magia de sus historias de artistas, las fiestas populares y el amor de sus habitantes”. También se lo conoció como barrio de la Séptima por la jurisdicción policial. Hacia 1860 nace en calle Dorrego, entre Cochabamba y Pasco, el primitivo Cementerio Protestante, luego de Disidentes, el que se mantuvo funcionando allí hasta 1907. Además del Mercado del Abasto, otro punto convocante fue la esquina de Pellegrini y Corrientes, donde se encontraban el café Saigo, los cines Sol de Mayo y Esmeralda, la pizzería Bondino y el Rosarino Boxing Club. Entre sus instituciones emblemáticas se encuentran las Parroquias Inmaculado Corazón de María, Nuestra Señora del Carmen y la Basílica San José, el centro de Jubilados y Pensionados Leonor Martínez, la Asociación vecinal Solidaridad Social, la Biblioteca Popular Solidaridad Social, el Club Atlético Ben Hur, el Club Social, Club Social y Deportivo El Eslabón y Deportivo Buen Orden, entre otros. De calle España hacia el Parque Independencia se presenta como netamente residencial, con inversión en modernos edificios y casas recicladas.